# Бистричак
Бистричак или Бистричка ријека је лијева притока ријеке Босне у Зеничкој котлини, дужине 12 . Планинска је ријека, са великим падом, са могим питким изворима и студенцима, многобројним воденицама и одмаралишту у насељу Бистричак.